# Kirchberg an der Jagst

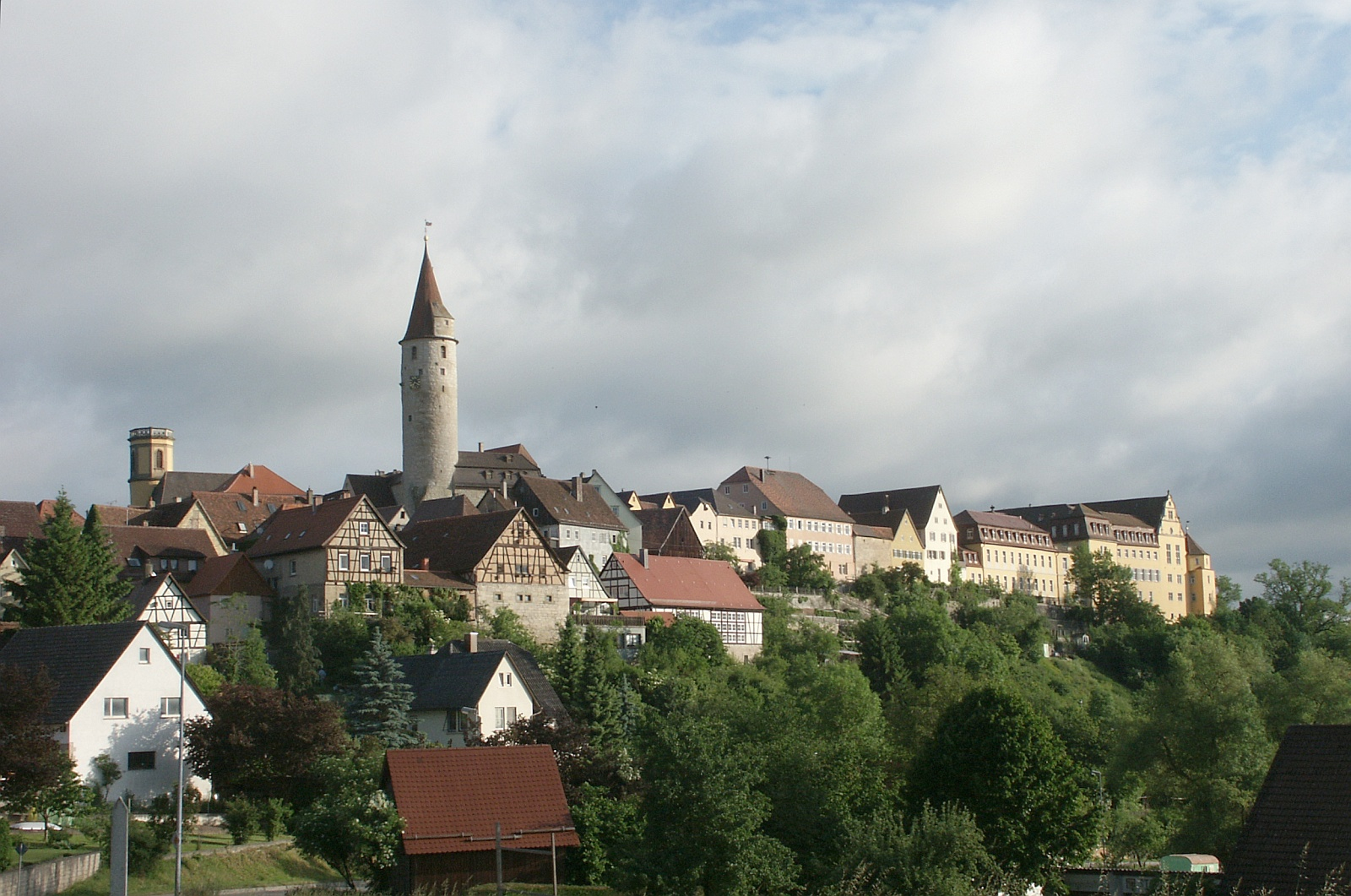
Stare Miasto

Kirchberg an der Jagst – miasto w Niemczech, w kraju związkowym Badenia-Wirtembergia, w rejencji Stuttgart, w regionie Heilbronn-Franken, w powiecie Schwäbisch Hall, wchodzi w skład związku gmin Brettach/Jagst. Leży nad rzeką Jagst, ok. 20 km na północny wschód od Schwäbisch Hall.

## Osoby urodzone w Kirchberg an der Jagst
- August Ludwig von Schlözer, historyk

## Współpraca
Miejscowość partnerska:
- Weißensee, Turyngia